# 横浜医療専門学校
横浜医療専門学校（よこはまいりょうせんもんがっこう）は、学校法人平成医療学園が運営する横浜市神奈川区にある専修学校。

## 沿革
- 2005年 横浜医療専門学院として設立
- 2007年 神奈川県の認可を受け、現校名となる

## 学科
- 柔道整復師科(昼間部・夜間部)
- 鍼灸師科(昼間部・夜間部)

## 就業年限
全学科において3年制

## 教育理念
「夢は情熱でできている」～ここからはじまる、゛医療人”ストーリー～

## 教育目標
医療現場で必要とされる、知識、技術、そして豊かな人間性をもった医療人の育成に努めます。
～医療の知識や技術だけでなく、人間性まで伸ばす指導を～

## 教育方針
全員の理解と成長を温かく見守ります。
職員室は学生のためにいつでもオープンです。

## 部活・サークル
柔道部…柔道有段者教員が監督し、定期的に活動する。日本柔道連盟団体・神奈川県柔道連盟に加盟。

## 付属施設
横浜医療専門学校付属鍼灸院・接骨院(校舎1階)

## 出身者
平成医療学園理事長　岸野雅方(全国柔整鍼灸協同組合理事長　財団法人柔道整復研修試験財団評議員　鍼灸マッサージ師等国民年金基金理事)

## 所在地
- 〒221-0056 横浜市神奈川区金港町9番21号

最寄駅は京急線の神奈川駅（徒歩2分程）。また、JR東日本・東急・京急・相鉄・市営地下鉄・みなとみらい線の横浜駅からも徒歩10分圏内。

## グループ学校
札幌青葉鍼灸柔整専門学校
北海道歯科衛生士専門学校
北海道看護専門学校
福島医療専門学校
宝塚医療大学
平成医療学園専門学校
なにわ歯科衛生専門学校
大分医学技術専門学校
大分歯科専門学校
ハルピン医科大学
大連医科大学

## 協力校・研修先
デラサール大学(基礎医学研修先)